# Canciller (España)
En España, el canciller de una embajada o consulado es un funcionario especializado en la gestión técnica del servicio exterior.

## Funciones del canciller
- Gestión presupuestaria, financiera y económico-patrimonial: en su condición de cajero pagador, corresponde al canciller todas las funciones especificadas en el Real Decreto 725/1989, de 16 de junio, sobre anticipos de caja fija, en materia contabilidad (ajustada a las normas que se establezcan por la Intervención General de la Administración del Estado); de disposición de fondos; formulación periódica de estados de situación de tesorería conforme a las normas dictadas por el Ministerio de Economía y Hacienda; realización de cobros, pagos o custodia de fondos o valores que, en su caso, se les encomienden; rendición periódica de cuentas justificativas y otras que la legislación vigente atribuye a los cajeros pagadores. En materia presupuestaria, el canciller colabora con los órganos centrales del Departamento, en la estimación de gastos necesaria para la elaboración del presupuesto anual, y el posterior control y seguimiento presupuestario de la Representación, ejecutando y supervisando todas las medidas aprobadas para la racionalización del gasto público, y elaborando en uno y otros caso, las estadísticas e informes que le sean requeridos, basados en los registros contables de la Representación. Corresponde asimismo al Canciller la gestión de los anticipos al personal contratado, el pago y la justificación de haberes; la responsabilidad en la debida cumplimentación de impresos, boletines y estadísticas de cotización a la seguridad social local del personal contratado y su correspondiente liquidación con arreglo a lo que en cada caso disponga la normativa de cada país. En materia de gestión económico-patrimonial el Canciller promueve y supervisa, con arreglo a las órdenes que recibe del Jefe de Misión, la adquisición y el alquiler de bienes muebles e inmuebles; la formalización de contratos (conforme a la reglamentación que se determine por los órganos centrales del Departamento); la reparación y conservación del patrimonio; y la gestión del inventario de bienes.

- Gestión de recursos humanos: en su condición de jefe de personal, el canciller organiza y gestiona los recursos humanos de la Cancillería, de acuerdo con las órdenes que reciba del jefe de misión y las instrucciones impartidas por la Subdirección General de Personal. Corresponde al canciller dirigir el proceso de acceso y las pruebas de selección del personal contratado local, participando en los correspondientes tribunales; supervisar y coordinar los turnos de vacaciones, permisos y licencias del personal funcionario no diplomático y del personal laboral de la Representación; el establecimiento de horarios, turnos de trabajo y guardias, y la regulación y compensación de las horas extraordinarias, cuando la adecuada prestación de los servicios lo requiera. Corresponde asimismo al canciller la distribución del trabajo interno de la cancillería, reasignando los recursos en función de las necesidades y del adecuado servicio al público, facilitando la rotación de funciones entre el personal laboral, y su formación y especialización profesionales, velando asimismo por el adecuado cumplimiento de todas las normas relativas a la seguridad e higiene en el trabajo, y el ejercicio de los derechos de libertad sindical y asociación. Por último, y en aquellos casos en que es precisa su intervención, dirige la tramitación y aplicación del régimen disciplinario y sancionador, conforme a las normas dictadas por la Subdirección General de Personal.

- Gestión de recursos de tecnologías de la información y comunicaciones: como gestor y supervisor del correcto funcionamiento de los servicios administrativos y técnicos de la representación, el canciller promueve e impulsa el desarrollo, el uso y el mantenimiento regular de los equipos e instalaciones informáticas y de comunicaciones de que disponga la representación, a las órdenes del jefe de misión y conforme a las instrucciones que al respecto recibe de la Subdirección General de Informática. Para el desarrollo de esta labor técnica cuenta con la colaboración del personal especializado asignado a las áreas informática y de comunicaciones que el Departamento establece.

- Gestión administrativa general: en el ámbito de funcionamiento de la cancillería administrativa, corresponde al canciller velar por el adecuado cumplimiento de todas las normas de carácter administrativo, reguladas en la Ley 39/2015, de 1 de octubre, del Procedimiento Administrativo Común de las Administraciones Públicas, y otras disposiciones de derecho administrativo, con especial atención a los derechos de los ciudadanos en sus relaciones con la Administración Pública en el exterior; el cumplimiento de las normas relativas al registro y archivo de documentos; y la tramitación de expedientes con arreglo a las disposiciones generales sobre los procedimientos administrativos, impulsando y promoviendo la tecnificación y modernización de la actuación administrativa y su adaptación permanente al ritmo de las innovaciones tecnológicas. Ello incluye la responsabilidad del desarrollo de las fases de iniciación, instrucción y propuesta de resolución de todos los expedientes administrativos generales y especiales que se tramiten en las representaciones diplomáticas y oficinas consulares; la información pública de dichos procedimientos, con garantía de los derechos de los ciudadanos; la notificación de las resoluciones en los términos y plazos reglamentarios; y la recepción y tramitación de los recursos administrativos que en su caso interpongan los interesados.

- Seguridad de las personas e instalaciones: La seguridad de personas, edificios e instalaciones de las distintas representaciones diplomáticas y consulares, requiere una atención y un seguimiento especiales. En aquellas representaciones en las que no existe una unidad específica de seguridad, a cargo de la Guardia Civil o de la Policía Nacional, corresponde al canciller supervisar y coordinar todas las tareas inherentes a la seguridad de las mismas, de conformidad con las órdenes que reciba del jefe de misión y las instrucciones impartidas por la oficialía mayor. Debe asimismo velar por el adecuado cumplimiento de las normas de seguridad en edificios, el establecimiento de planes de evacuación, y el mantenimiento y correcto funcionamiento de puertas y esclusas de seguridad, sistemas de alarma de intrusión y de extinción de incendios, armarios de seguridad y cajas fuertes, así como de la revisión periódica de ascensores y otras instalaciones, de acuerdo con la normativa de cada país.

- Funciones de carácter diplomático y consular: las restantes funciones de carácter técnico-diplomático y consular actualmente ejercidas o encomendadas a los cancilleres, están reguladas por las disposiciones especiales internas o internacionales que las contemplan. Su ejercicio se ajusta, en todo caso, a las instrucciones específicas emanadas del Jefe de la Misión Diplomática o del jefe de la oficina o sección consular, según los casos. Para el desempeño de estas actividades los cancilleres tienen el "status" previsto en el derecho convencional internacional acorde con la naturaleza de las mismas. Estas competencias pueden clasificarse, a su vez, según su naturaleza, en dos áreas funcionales:

- Funciones de naturaleza técnico-diplomática en ejercicio delegado, compartido o en régimen de colaboración: son tareas y cometidos propios del personal que integra la cancillería diplomática, atribuidos en el derecho convencional a los agentes diplomáticos, y que de forma ocasional, atendiendo a su especial componente técnica, pueden, en algún momento, ser asumidos por, los cancilleres como apoyo, complemento o sustitución a la labor de los funcionarios diplomáticos, cuando la situación y las circunstancias especiales de cada representación lo requieran. El Ministerio de Asuntos Exteriores y de Cooperación es el que determina, en su caso, los requisitos de la prestación de tales servicios estableciendo las adecuadas condiciones personales y funcionales para su correcto desempeño.

- - Preparación de actuaciones y participación en los programas de cooperación, cultural y técnica, y en los proyectos de ayuda al desarrollo.

- - Coadyuvar al fomento y promoción general de los intereses culturales españoles.

- - Procurar la obtención y tratamiento de datos de estadísticas y análisis de situación sobre las condiciones sanitarias, sociales, culturales y administrativas para su uso por la Cancillería Diplomática en la elaboración de informes y estudios.

- - Formar parte de las comisiones y asistir a reuniones de órganos bilaterales o multilaterales constituidos.

- - Contribuir en la preparación, organización y despliegue de conferencias, visitas oficiales, sesiones y simposios en los que participen representaciones o delegaciones españolas.

- - Cualquier otra que con este carácter delegado le sea encomendada por el jefe de la cancillería diplomática, en las misiones en las que no estén constituidas las correspondientes oficinas técnicas sectoriales.

## Funciones consulares
Son cometidos de especial relieve atribuidos por el derecho convencional a los funcionarios consulares que, bajo la dirección inmediata y directa del jefe de la Oficina Consular, o como encargado interino de la misma, desempeñan los cancilleres, en el ejercicio de su actividad profesional, en los términos establecidos en las normas que las regulan. 
Consisten, esencialmente, en las siguientes actividades y competencias, que son ejercidas de acuerdo a los criterios y directrices fijados por el jefe de puesto, y conforme a sus instrucciones: 
- Contribuir a garantizar la protección consular personal de los nacionales en especial de los detenidos y condenados.
- Colaborar en las labores de protección de los intereses de los nacionales y del Estado así como de sus bienes.
- Aportar la asistencia y ayuda consular previstas, especialmente en casos de necesidad y urgencia.
- Proporcionar y expedir, en su caso, la oportuna documentación de viaje de las personas.
- Prestar la asistencia y acción social a la emigración canalizando las ayudas y subsidios establecidos y orientando hacia el retorno y la reinserción al emigrante.
- Participar en el desarrollo de la cooperación en materia cultural, técnica y científica.
- Ejercer la representación del Ministerio Fiscal en defensa del interés público tutelado por la ley en materia de Estado Civil, nacionalidad y extranjería así como las funciones de Encargado del Registro civil en los casos de ausencia reglamentaria del titular.
- Intervenir en la tramitación de los actos y en la expedición de la documentación relativa a la cooperación judicial y legal internacional.
- Coadyuvar en el seguimiento y ejecución del espacio consular único en el marco de la cooperación consular de la Unión Europea.
- Desempeña asimismo la jefatura interina de la oficina consular en los términos estipulados por la normativa en vigor, en los casos de ausencia reglamentaria del titular.